# دریاچه ویرجینیا واتر
دریاچه ویرجینیا واتر در لبه جنوبی پارک بزرگ ویندزور، در بارو رانیمد در ساری و محله‌های مدنی اولد ویندزور و سانینگ‌دیل در بارکشر، در انگلستان قرار دارد. این دریاچه ساخته دست بشر است که نام خود را از یک مجموعه آبی طبیعی به همین نام گرفته است. روستایی در ویرجینیا واتر وجود دارد که در شرق دریاچه امتداد دارد. محوطه دریاچه قلعه بلودر در نزدیکی آن، و قاب ساعت در فهرست پارک‌ها و باغ‌های تاریخی درج شده‌اند.